# Gelsolina

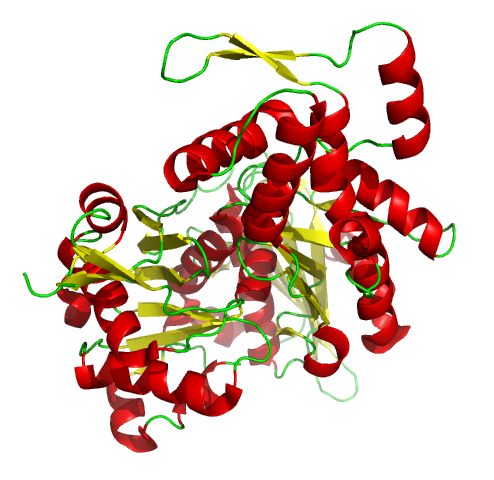
Complexo entre alfa-actina do músculo de coelho e domínio 1 de gelsolina humana.

Gelsolina é uma proteína ligante de actina, que desempenha um papel regulador na agregação e desagregação dos filamentos de actina. A gelsolina está localizada intracelularmente (no citosol e na mitocôndria) e extracelularmente (no plasma sanguíneo).

## Estrutura
A gelsolina é uma proteína de 82 kD, com seis subdomínio homólogos, denominados S1 a S6. Cada subdomínio é composto por cinco folhas-beta, flanqueadas por duas alfa-hélices, uma posicionada de maneira perpendicular às folhas-beta e outra paralela. O domínio N-terminal (S1-S3) forma uma folha-beta estendida, tal como o C-terminal (S4-S6).